# Марк Флавий
Марк Флавий (на латински: Marcus Flavius) e политик на Римската република от края на 4 век пр.н.е.

## Биография
Произлиза вероятно от плебейски клон на владетелската фамилия Флавии.
През 327 пр.н.е. Марк Флавий е народен трибун. Консули са Луций Корнелий Лентул и Квинт Публилий Филон, които се бият против самнитите. За провеждане на изборите диктатор става Марк Клавдий Марцел с началник на конницата Спурий Постумий. През 326 пр.н.е. започва втората латинска война.
От 326 до 324 пр.н.е. постът народен трибун е незает. Марк Флавий става отново народен трибун през 323 пр.н.е. и представя rogatio за съдене на Тускулум, които са оправдани. Консули тази година са Квинт Авлий Церетан и Гай Сулпиций Лонг.